# Arbaces (sátrapa)
Arbaces (em grego:  Ἀρβάκης) foi um comandante do exército de Artaxerxes II e sátrapa da Média.
De acordo com Xenofonte, Arbaces foi um dos comandantes do exército de Artaxerxes II (r. 404–358 a.C.) durante a Batalha de Cunaxa que ocorreu em 401 a.C., quando o irmão mais novo do rei Ciro, o Jovem reivindicou o trono persa. Além disso, Xenofonte, descrevendo os eventos da subsequente retirada de dez mil gregos para o mar, chama Arbaces de sátrapa da Média.
De acordo com Igor Pyankov e Igor Diakonoff não há razão para negar que ele era um medo, uma vez que Diodoro Sículo, baseando-se no relato de Ctésias, fala de um medo Arbaces que se rebelou contra o rei assírio Sardanápalo no século IX a.C. De acordo com as observações dos historiadores modernos, Ctésias não poderia saber o verdadeiro nome do participante de uma guerra tão antiga, portanto, ele o nomeou por analogia com o governante contemporâneo da Média. Aparentemente, como V. P. Orlov notou, Arbaces chegou a Artaxerxes com soldados de seus domínios.